# Drinkable Book

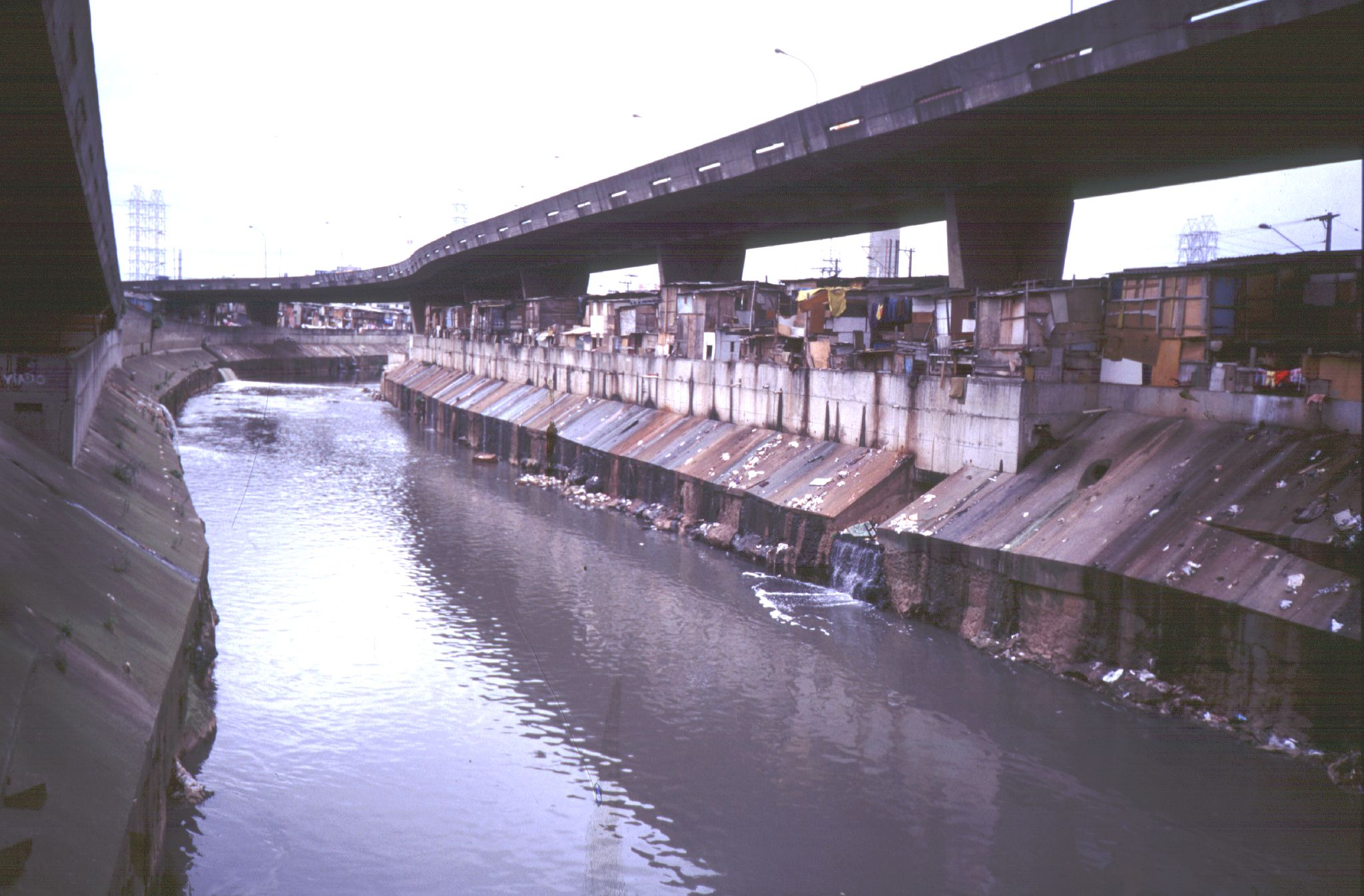
Favela sob uma rodovia. São Paulo, Brasil.

O livro Drinkable Book ( Livro Bebível ), criado pela Dra. Teri Dankovich, é simultaneamente um filtro de água e um manual de instruções para saber como e por que a água é potável.
As páginas de papel potável do livro contêm nanopartículas de prata ou de cobre, que matam bactérias na água medida que passa através da folhas. Experimentações em 25 fontes de água contaminada na África do Sul, Gana e Bangladesh, o papel removeu com êxito mais de 99% das bactérias.